# 谢茨勒宫

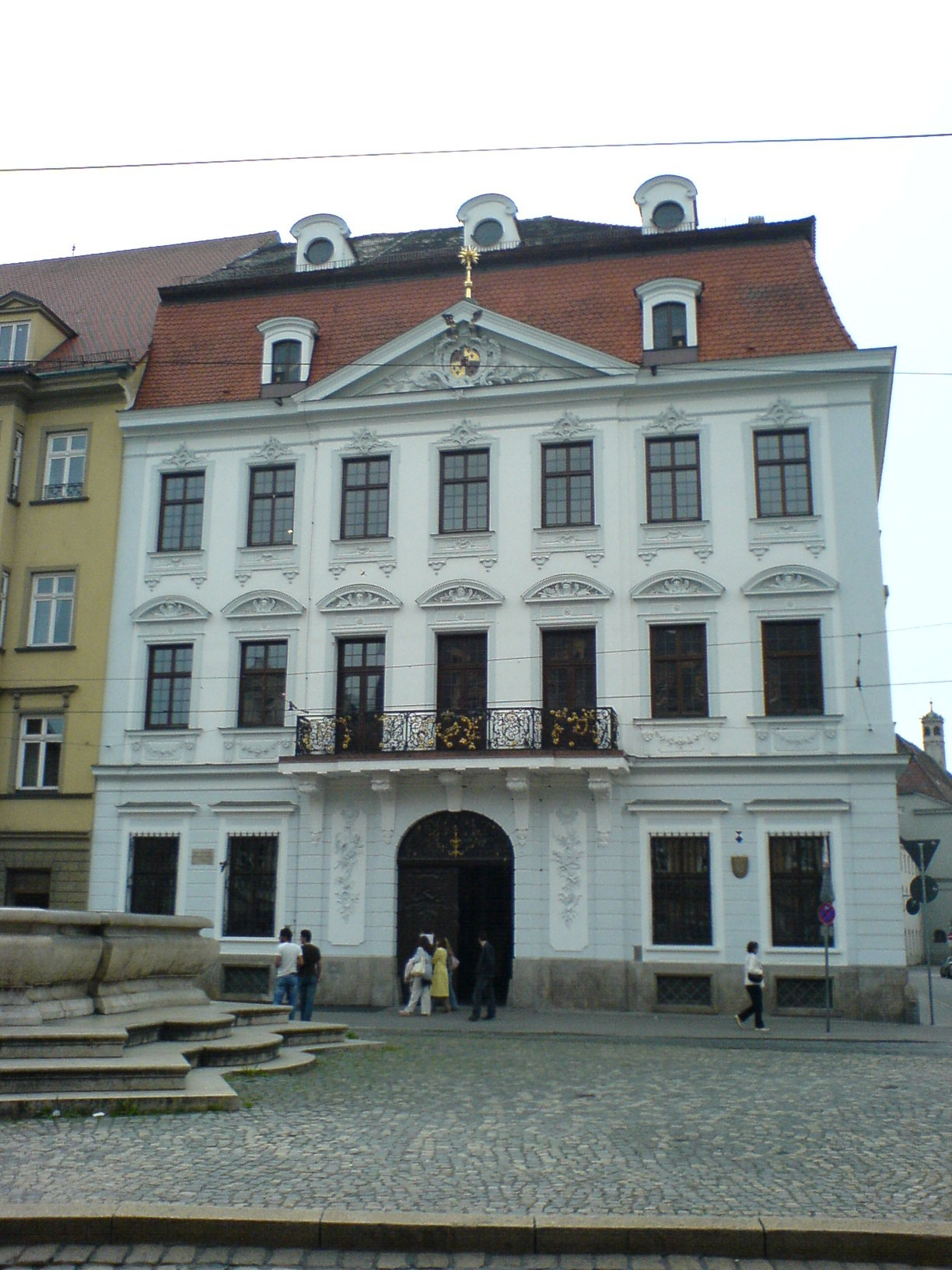
马克西米利安街的谢茨勒宫立面

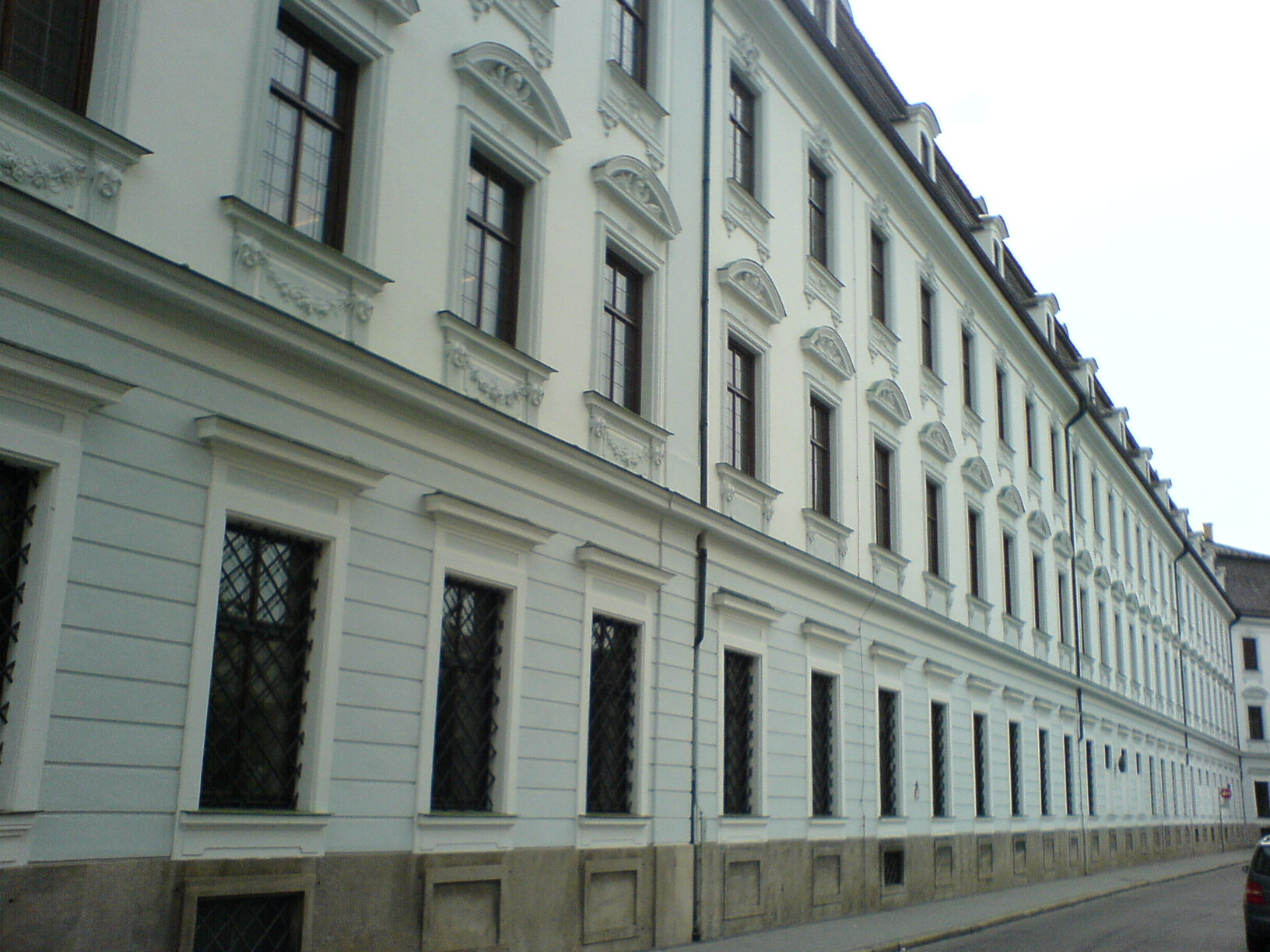
圣凯瑟琳街的谢茨勒宫立面局部

奥格斯堡的谢茨勒宫（Schaezlerpalais）位于海格立斯喷泉（Herkulesbrunnen）处，沿马克西米利安街（Maximilianstraße）的立面只有19米，远远窄于沿凯瑟琳街的立面（107米）。
谢茨勒宫原来属于18世纪银行家Benedikt Adam Liebert，装饰华丽。1770年4月，路易十六和他的新娘在从维也纳前往凡尔赛的婚礼之旅中曾在在二楼的宴会厅跳舞。
谢茨勒宫目前设有市和州的美术展览，包括德国巴洛克画廊（Deutsche Barockgalerie）、古典大师画廊（Staatsgalerie Altdeutsche Meister）等。 